# Хаге Гејнгоб
Хаге Гејнгоб (енгл. Hage Geingob; Грутфронтејн, 3. август 1941 — Виндхук, 4. фебруар 2024) био је намибијски политичар, члан Југозападноафричке народне организације (СВАПО) и премијер Намибије од 2012. до 2015. године. Такође је био и први премијер независне Намибије од 1990. до 2002. године. Од 2007. је потпредседник СВАПО-а, а од 2008. до 2012. министар трговине и индустрије. Од 2015. до 2024. године се налазио на дужности председника Намибије.